# Maze War
Maze War è un videogioco sparatutto in prima persona creato nel 1973, forse il primo del suo genere.
Noto anche come Maze Game, Maze Wars, Mazewar o Maze', è considerato uno dei simboli della nascita dello sparatutto in prima persona.
Vi è però un'incertezza sulla sua data di uscita precisa, che potrebbe precedere o meno Spasim, il primo sparatutto in prima persona con data di pubblicazione nota.

## Modalità di gioco
Il giocatore si muove attraverso un labirinto all'interno del quale deve sparare ai nemici, che si muoveranno avanti e indietro, girando in senso oario e antiorario.
I giocatori guadagnano punti quando colpiscono gli altri giocatori (sparandogli) e li perdono quando vengono colpiti. Essendo un computer centrale, l'Imlac PDS-1 ha permesso a un massimo di 32 giocatori di giocare contemporaneamente - quando si gioca nella modalità "Multigiocatore".
Quando il giocatore è in partita, gli altri giocatori gli appariranno come un bulbo oculare, a sparare. Occasionalmente, in alcune versioni, può apparire anche un'anatra.

## Sviluppo
Il gioco è stato originariamente scritto da Steve Colley (in seguito fondatore di NCUBE) tra il 1972 e il 1973 su Imlac presso il NASA Ames Research Center in California: aveva scritto un programma per navigare nei labirinti con una prospettiva in prima persona. Scrisse che all'inizio era popolare, ma presto divenne noioso. Poi altri sviluppatori hanno avuto l'idea di inserire personaggi nel labirinto (l'ambientazione di gioco).

### Versioni
La versione originale in rete di Imlac era limitata a due giocatori, con gli Imlac collegati direttamente l'uno all'altro. Nel 1974 Greg Thompson portò con sé il gioco quando andò al college al Massachusetts Institute of Technology. Lì al MIT Project MAC Dynamic Modeling Laboratory di J. C. R. Licklider, Greg e Dave Lebling ampliarono il gioco, rendendolo un multiplayer completo che poteva operare tra Imlacs sul primo ARPANET (il predecessore della moderna Internet). Usando i terminal server, gli Imlac di altri college collegati all'ARPANET potevano connettersi al server del MIT e giocare contro giocatori dagli Stati Uniti.
Per una lezione nell'autunno del 1976, Greg Thompson (progettazione del computer), Mark Horowitz (processore del display) e George Woltman (firmware) costruirono una versione "hardware" di Maze interamente a partire dai circuiti Transistor-transistor logic serie 7400, essenzialmente creando un computer con 256 Istruzioni a 16 bit e 256 byte di RAM, dedicate esclusivamente alla riproduzione di Maze per un massimo di 4 giocatori umani e 4 robot. Giochi arcade come Pong avevano usato questo approccio in precedenza.
Nel 1977 Jim Guyton, un membro del personale presso la sussidiaria di Xerox (PARC) ha riscritto Maze War per la Xerox Alto e altri modelli Xerox Star. Questa è stata la prima versione con grafica raster del gioco. Ha fatto uso della rete Ethernet di Xerox Alto, utilizzando il protocollo di rete Xerox PUP. I server Data General utilizzati sulla rete erano in grado di trasferire i giochi verso sedi di uffici remoti, consentendo alle persone in diversi siti Xerox di giocare uno contro l'altro, rendendo Maze War in grado di essere giocato in quattro diverse configurazioni: peer-to-peer con due Imlac, client/server con Imlacs e un PDP-10, in hardware e su Ethernet e PUP.
Nel 1982 Jim Guyton mostrò il gioco a Christopher (Kent) Kantarjiev, presso la RAND Corporation. Kent, in seguito, entrò al Western Research Lab (DEC WRL) di Digital Equipment Corporation a Palo Alto (California) durante il suo dottorato di ricerca.
L'X Window System era stato recentemente pubblicato a seguito degli sforzi di collaborazione tra DEC e MIT. Kent ideò una versione in rete del gioco, che ha pubblicato nel dicembre del 1986. Questa versione utilizzava la porta User Datagram Protocol 1111 e poteva essere riprodotta da stazioni di lavoro Unix che eseguono X Window su Internet. Questo era probabilmente il secondo gioco che utilizzava direttamente TCP/IP e il primo che poteva essere giocato su Internet (Dogfight del 1983 usava pacchetti di trasmissione e quindi non poteva transitare in router).
Utilizzando il codice di Kent e il codice precedente del MIT, Jack Haverty e altri presso gli studi di Oracle Corporation hanno creato una versione di Maze in esecuzione su Oracle Solaris, TCP / IP,  Novell SPX / IPX, DECnet, Banyan Vines e altre piattaforme, tra cui la workstation Microsoft Windows. I partecipanti potevano giocare uno contro l'altro nelle stazioni collocate nel Moscone Convention Center di San Francisco.